# Spoorlijn Katrineholm - Nässjö
De spoorlijn Katrineholm - Nässjö ook wel Östra stambanan genoemd is een Zweedse spoorlijn tussen Katrineholm en Nässjö, die door de Statens Järnvägar (SJ) werd aangelegd als onderdeel van de Södra stambanan.

## Geschiedenis
Door de ingebruikname van de Västra stambanan en Södra stambanan besloot de regering dat er een sneller traject tussen Stockholm en Malmö naar Denemarken moest worden aangelegd. Bovendien was het van essentieel belang om een traject over Norrköping en Linköping aan te leggen.
Het traject werd in fases aangelegd.
De werkzaamheden aan het traject tussen Katrineholm en Norrköping begonnen in juli 1863. Dit traject was het architectonisch moeilijkste deel. De werkzaamheden aan het traject tussen Norrköping en Nässjö begonnen in april 1871.
In het 4 km lange traject tussen Graversfors en Åby werd de spoorbaan compleet nieuw gebouwd inclusief drie tunnels met een lengte van 307, 201 en 520 meter. Twee bestaande tunnels werden gesloten. Dit nieuwe traject werd op 15 november 1964 geopend.
In verband met de komst van de Nyköpingsbanan tussen Järna - Nyköping - Åby werd het station Åby ongeveer 250 meter naar het oosten verplaatst. Dit station werd op 1 oktober 1915 geopend.

### Opening
Het traject van de Östra stambanan werd in fases geopend met op 16 oktober 1872 het eerste trajectdeel tussen Norrköping – Linköping geopend.
- Norrköping – Linköping, 47 km: geopend op 16 oktober 1872
- Linköping – Mjölby, 32 km: geopend op 11 mei 1873.
- Mjölby – Boxholm, 16 km: geopend op 20 juli 1874.
- Boxholm – Summer, 9 km: geopend op 20 juli 1874.
- Nässjö – Aneby, 24 km: geopend op 20 juli 1874.
- Summer – Aneby, 24 km: geopend op 23 november 1874

De Östra stambanan werd op 23 november 1874 door koning Oscar II officieel geopend.

### Dubbelspoor
Door de komst van de Nyköpingsbanan tussen Järna - Nyköping - Åby werd de Östra stambanan ontlast. Het traject was met één spoor aangelegd en werd in fases voorzien van het tweede spoor.
- Åby – Norrköping, 7 km: geopend op 1 oktober 1915.
- Mjölby – Strålsnäs, 11 km: geopend op 15 juni 1951.
- Katrineholm – Strångsjö, 11 km: geopend op 2 juni 1957
- Simonstorp – Åby, 16 km: geopend op 15 november 1964

Op 15 november 1964 was het geheel traject van de Östra stambanan opgebouwd met twee sporen.

### Geschiedenis Södra stambanan
Het traject van de Södra stambanan loopt tussen Stockholm C en Malmö C wordt gebruikt door de huidige Östra stambanan en de Västra stambanan en de toekomstige Götalandsbanan. 

### Plannen Götalandsbanan
Het toekomstige traject van de Götalandsbanan gaat tussen Göteborg C over Jönköping C en Linköping C en Södertälje naar Stockholm C lopen en maakt hierbij gebruik van een deel van de huidige Södra stambanan. 

## Aansluitingen
In de volgende plaatsen was of is er een aansluiting op andere spoorlijnen.

### Katrineholm C
- Södra stambanan spoorlijn tussen Katrineholm C en Malmö C
- Västra stambanan spoorlijn tussen Stockholm C en Göteborg C

### Åby
- Nyköpingsbanan spoorlijn van Järna naar Norrköping

### Norrköping C
- Nyköpingsbanan spoorlijn van Järna naar Norrköping
- Södra stambanan spoorlijn tussen Katrineholm C en Malmö C

#### Norrköping östra
- Norra Östergötlands Järnvägar (NÖJ) spoorlijn tussen Norrköping östra en Kimstad
- Norrköpings - Söderköping - Vikbolandets Järnväg (NSVJ) spoorlijn tussen Norrköping östra en Valdemarsvik

### Kimstad
- Södra stambanan spoorlijn tussen Katrineholm C en Malmö C

- Norra Östergötlands Järnvägar (NÖJ) spoorlijn tussen Norsholm over Kimstad naar Finspång
- Norra Östergötlands Järnvägar (NÖJ) spoorlijn tussen Kimstad en Norrköping

### Norsholm
- Södra stambanan spoorlijn tussen Katrineholm C en Malmö C
- Norsholm - Västervik - Hultsfreds Järnvägar (NVHJ) spoorlijn tussen Norsholm en Åtvidaberg
- Norra Östergötlands Järnvägar (NÖJ) spoorlijn tussen Norsholm over Kimstad naar Finspång

### Linköping C
- Södra stambanan spoorlijn tussen Katrineholm C en Malmö C
- Järnväg (J) spoorlijn tussen Linköping en Ringstorp
- Järnväg (J) spoorlijn tussen Linköping en Bjärka-Säby
- Järnväg (J) spoorlijn tussen Linköping en Bränninga

### Mjölby
- Södra stambanan spoorlijn tussen Katrineholm C en Malmö C
- Godsstråket genom Bergslagen spoorlijn tussen Mjölby-Hallsberg-Örebro-Avesta Krylbo-Storvik
- Järnväg (J) spoorlijn tussen Mjölby en Väderst

### Nässjö
- Södra stambanan spoorlijn tussen Falköping C en Malmö C
  - Jönköpingsbanan spoorlijn tussen Falköping C en Nässjö
- Sävsjöström - Nässjö Järnväg (SäNJ) spoorlijn tussen Sävsjöström en Nässjö
  - Bockabanan spoorlijn tussen Nässjö en Eksjö en naar Hultfred
  - Kalmar Järnvägar (KJ) spoorlijn tussen Kalmar en Nässjö
- Halmstad - Nässjö Järnvägar (HNJ) spoorlijn tussen Halmstad en Nässjö

## ATC
Het traject werd in fases voorzien van het zogenaamde Automatische Tågkontroll (ATC).
- Katrineholm – Norrköping: geopend op 23 februari 1981
- Norrköping – Nässjö: geopend op 24 december 1984

## Elektrische tractie
Het traject werd in fases geëlektrificeerd met een spanning van 15.000 volt 16 2/3 Hz wisselstroom.
- Ghaziabad – Norrköping, 48 km: geopend op 27 juli 1932
- Norrköping – Mjölby, 78 km: geopend op 18 december 1932
- Mjölby – Nässjö, 89 km: geopend op 2 april 1933